# Етельвін Тревавас
Етельвін Тревавас (англ. Ethelwynn Trewavas; 5 листопада 1900  —16 серпня 1993) — британський іхтіолог.

## Життєпис
Народилася у м. Пензанс (Корнуолл) у 1900 році. З самого раннього дитинства Етелвін Трюевейс виявляла інтерес до біології, зокрема ботаніки та зоології. 1917 року поступила до університету Редінгу, отримавши стипендію Лондонського університету. 1921 року закінчила університет. Протягом 1921—1924 років займалася анатомією жаб, працюючи вчителем в школі. 1925 році стала працювати в Королівському коледжі в Лондоні.
У 1928 році вона почала працювати в відділенні іхтіології Музею природної історії під керівництвом вченого Чарльза Тейта Рігана, з яким познайомилася ще в студентські роки. Тут вона пропрацювала майже 50 років.
Значну частину цього часу вона займалася дослідженнями спільно з Ріганом. Поряд з кабінетним вивченням і класифікацією цихлид Е.Тревавас брала участь в дослідженнях безпосередньо в місцях проживання цих риб — Великих Африканських озерах. Її цікавили особливості життя в природі і поведінці риб, можливості вживання їх в їжу місцевим населенням.
В 1935 році вийшла книга Е. Тревавас, в якій був проведений один з перших масових оглядів малавійських цихлід. Під патронажем Рігана вона описала 6 родів малавійських цихлід, що належать до «групи Мбуна». Серед 41 роду риб з групи хаплохроміса 27 описано Е.Тревавас. У 1938 році приєднується до Дж. Борло і К. Рікардо, що увійшли до складу Комісії зі справ колоній Великої Британії для поліпшення постачання продовольством населення країн, що розвиваються шляхом включення цихлід в його раціони. Друга світова війна 1940 року перервала роботу дослідниці. У ці роки Труейвес займалася евакуацією колекцій тропічних риб з Лондона і брала участь в підготовці і редагуванні британського реферативного журналу «Zoological Record».
У 1946 році Етелвін Тревавас стала почесним іноземним членом Американського товариства іхтіології та герпетології. Після відвідин Нігерії у 1947 році, Танзанії, Замбії і Малаві у 1965 році Тревавас написала десятки статей, які сприяли розширенню знань фахівців з фауністиці африканських ціхлових. У 1958 році обирається заступником хранителя відділення зоології Музе. природничої історії. На ці йпосаді перебувала до 1961 року. 1968 році нагороджена медаллю Ліннея від Ліннеєвого ттовариства Лондону.
У 1970 році разом з Дж. Гріном вона виявила в озерах Камеруну унікальні популяції цилідових, які пройшли тривалий ізольований еволюційний шлях в цих малих за площею кратерних водоймах.
У 1985 році вона в черговий раз повертається на оз. Малаві зі відомим цихлідофілом і вченим Дейвідом Еклзом у зв'язку з підготовкою їх спільної книги з малавійських цихлід, що вийшла друком 1989 року. 1986 році стає почесним доктором наук Стірлінзького університету.
В останні роки вона була наставником у відомого іхтіолога Еда Кенигс, теж добре відомого любителям цихлид. Саме за її наполяганням він отримав в подарунок її стерео мікроскоп, щоб продовжити вивчення африканських цихлід.

## Наукова діяльність
У іхтіологічної науці Етельвін Тревавас відома своїми роботами присвяченими двох родин риб — цихлідових (Cichlidae) і горбаневим (Sciaenidae). У середовищі акваріумістів вона уславилася завдяки своїм роботам щодо цихлід Великих Африканських озер.
На її честь названо наступні риби:
- рід Etia
- Eustomias trewavasae
- Glyptothorax trewavasae
- Petrochromis trewavasae
- Symphurus trewavasae
- Garra trewavasai
- Labeotropheus trewavasae
- Garra ethelwynnae
- Neolebias trewavasae
- Atrobucca trewavasae
- Protosciaena trewavasae
- Linophryne trewavasae
- Gobiocichla ethelwynnae
- Phenacostethus trewavasae
- Aulonocara ethelwynnae
- Tylochromis trewavasae
- Triplophysa trewavasae
- Johnius trewavasae
- Rhynchoconger trewavasae
- Trewavasia carinata <s
- Copadichromis trewavasae
- Placidochromis trewavasae